# Hans Josefsson
Hans Gunnar Josefsson, född 24 mars 1945 i Huskvarna församling i Huskvarna, är en svensk operasångare (bas) och skådespelare.

## Biografi
Josefsson utbildades vid scenskolan i Göteborg 1968–1971 och vid La Scalas operaskola i Milano. Efter debuten som Fernando i Dal male il bene av Antonio Maria Abbatini och Marco Mazzaoli i Vadstena 1971 anställdes han samma år vid Stora Teatern i Göteborg. Han har sedan dess tillhört Stora Teaterns och senare Göteborgsoperans fasta ensemble och där sjungit många av de stora baspartierna i operalitteraturen, bland annat huvudrollen i Sweeney Todd, professor Higgins i My Fair Lady, Chefone i Aniara, Frank i Läderlappen, Daland i Den flygande holländaren, borgmästaren i Jenufa, Scarpia i Tosca, Crespel i Hoffmanns äventyr, Balstrode i Peter Grimes, lantgreve Hermann i Tannhäuser, doktor Bartolo i Figaros bröllop, värdshusvärden Thénardier i Les Misérables och Profetikus i Cats samt George i La Cage aux Folles (2012–13).
Rollen som Billy Benson i Tage Danielssons Animalen skrevs för Josefsson inför urpremiären på Stora Teatern 1979. Han har även spelat talteater, som exempelvis i Riksteaterns Änkeman Jarl (2009).
Hans Josefsson gjorde rösten till duvan Henri i den svenska dubbningen av Resan till Amerika och professor Rottigan i Mästerdetektiven Basil Mus 1986. Under 1990-talet hördes han som röst till flera kända Disneykaraktärer, såsom Gaston i Skönheten och odjuret och hövdingen Powhattan i Pocahontas. Han har även stått för idé, manus, regi och varit tomtefar i Göteborgsoperans julföreställning Jultrad-i-ton sedan starten 1995.
Josefsson blev känd för den större publiken genom sina tolkningar av Ernst Rolf, som tog avstamp i tv-serien Lykkeland som sändes på SVT 1984. Han har varit engagerad vid Oscarsteatern i Stockholm, Malmö Opera, Det Kongelige Teater i Köpenhamn, Finlands nationalopera i Helsingfors och vid en rad operascener i Italien. Han har även varit regissör och konstnärlig ledare för Himlaspelet i Leksand.
Hans Josefsson är son till förman Gunnar Josefsson och Kerstin Josefsson, född Dahlberg. Han gifte sig 1978 med tandtekniker Iréne Hammar och har två barn, föreläsaren Gustaf Tadaa och Lisa.

## Diskografi
- 1985 – Lykkeland
- 1996 – That's Entertainment

## Filmografi (urval)
- 1980 – Bröllop med förhinder (TV)
- 1984 – Lykkeland (TV-serie)
- 1986 – Resan till Amerika – Henri Duva (röst)
- 1986 – Mästerdetektiven Basil Mus – professor Rottigan (röst)
- 1989 – Den lilla sjöjungfrun – Louis (röst)
- 1989 – Parneviks oscarsparty (TV)
- 1991 – Skönheten och odjuret – Gaston (röst)
- 1995 – Pocahontas – Powhatan (röst)
- 1996 – Aladdin och rövarnas konung – Kazim (röst)
- 1997 – Blåsningen (TV-serie)
- 1997 – Vita lögner (TV-serie)
- 1998 – Pocahontas 2: Resan till en annan värld – Powhatan (röst)
- 1999 – Porträttet (TV)
- 2008 – Irene Huss – Den krossade tanghästen

## Teater

### Roller (ej komplett)
| År   | Roll          | Produktion                                                                      | Regi             | Teater                              |
| ---- | ------------- | ------------------------------------------------------------------------------- | ---------------- | ----------------------------------- |
| 1987 | Medverkande   | Parneviks Oscarsparty, revy Bosse Parnevik                                      | Yngvar Numme     | Oscarsteatern                       |
| 1997 | Peachum       | Tolvskillingsoperan Bertolt Brecht och Kurt Weill                               | Gunilla Berg     | Göteborgs stadsteater               |
| 2003 | Max Detweiler | Sound of Music Richard Rodgers och Oscar Hammerstein                            | Staffan Aspegren | Göteborgsoperan                     |
| 2005 | Cogsworth     | Skönheten och odjuret Alan Menken, Howard Ashman, Tim Rice och Linda Woolverton | Hans Berndtsson  | Skövde stadsteater/ Göteborgsoperan |
| 2005 | Harry Clark   | Kiss Me, Kate Cole Porter, Samuel Spewack och Bella Spewack                     | Staffan Aspegren | Göteborgsoperan                     |
| 2017 | Anton Tideman | Spanska flugan Franz Arnold och Ernst Bach                                      | Anders Aldgård   | Gunnebo slottsteater                |
| 2019 |               | Den osalige Per Andersson och Håkan Johnsson                                    | Klas Wiljergård  | Gunnebo slott                       |